# Hypothèse nulle
 (août 2019).
Si vous disposez d'ouvrages ou d'articles de référence ou si vous connaissez des sites web de qualité traitant du thème abordé ici, merci de compléter l'article en donnant les références utiles à sa vérifiabilité et en les liant à la section « Notes et références ».
En statistiques et en économétrie, l'hypothèse nulle (symbole international : {\displaystyle H_{0}}) est une hypothèse postulant l'égalité entre des paramètres statistiques (généralement, la moyenne ou la variance) de deux échantillons dont elle fait l’hypothèse qu'ils sont pris sur des populations équivalentes. Elle est toujours testée contre une hypothèse alternative qui postule soit la différence des données (test bilatéral), soit une inégalité (plus petit que ou plus grand que) entre les données (test unilatéral).

## Origine du concept
Le besoin de la notion d'hypothèse nulle est une conséquence de la nature intrinsèque du calcul statistique, dans lequel la probabilité pour un tirage aléatoire simple de se trouver à l'intérieur d'un intervalle donné est d'autant plus faible que cet intervalle est petit. Tant qu'on veut démontrer que deux nombres sont différents, il suffit qu'ils soient suffisamment éloignés l'un de l'autre pour avoir une probabilité suffisamment petite pour que cet écart soit une conséquence du hasard. On calcule en fonction d'un modèle statistique approprié une p-valeur qui correspond à la probabilité d'obtenir avec ce modèle une différence au moins égale à celle observée. Si cette p-valeur est inférieure à une limite de référence, choisie dans le respect de certaines conventions arbitraires, on considère que la différence observée est significative.
En revanche, prouver l'égalité stricte par cette méthode est impossible parce que la probabilité associée à un intervalle de largeur nulle serait de 0. C'est la raison pour laquelle l'hypothèse qui n’est pas démontrable de façon exacte est l'hypothèse par défaut. Cela n'implique nullement l'idée que l'hypothèse nulle serait épistémologiquement vraie par défaut. On procède de cette façon pour la seule raison qu'il n'est pas possible de procéder autrement.

## Terminologies alternatives
Certains auteurs, comme le mathématicien américain Jordan Ellenberg (qui aborde cette question dans son livre L'Art de ne pas dire n'importe quoi), ont proposé de rebaptiser l'hypothèse nulle pour rendre la notion plus accessibles aux néophytes. Le vulgarisateur scientifique français Florian Gouthière propose ainsi d'employer l'expression « hypothèse économe » :
Ce que nous avons appelé « situation de référence », les chercheurs scientifiques l’appellent couramment «hypothèse nulle» (null hypothesis). S’il est bon de la connaître, cette expression nourrit souvent une certaine incompréhension de la part des non-initiés. Hypothèse « sage », « conservatrice », « banale », « économe » même, si vous voulez [...] « Timorée » à la limite… [...] En cohérence avec le principe du « rasoir d’Occam » [...] nous serions plutôt tentés de parler d’hypothèse économe.

## Usage
L'hypothèse nulle permet de réaliser tous les tests statistiques et économétriques ; en supposant celle-ci vraie, on teste une valeur contre la valeur critique (donnée par la loi et la table de cette loi statistique). Elle peut être rejetée ou non avec un risque α (risque de première espèce). Le non rejet de l'hypothèse nulle n'implique pas l'égalité mais entraîne une discussion autour de la puissance du test, qui implique de prendre en compte une marge arbitraire dans laquelle on considérera qu'il y a à peu près égalité.

### Objectifs
Il existe de nombreux types de tests de significativité pour un, deux ou plusieurs échantillons, pour les moyennes, les variances et les proportions, pour les différentes distributions, pour les grands et petits échantillons ; tous ont des hypothèses nulles. Il existe également au moins quatre objectifs distincts des hypothèses nulles pour les tests de significativité :
- les hypothèses nulles techniques sont utilisées pour vérifier les hypothèses statistiques. Par exemple, que les résidus entre les données et un modèle statistique ne peuvent être distingués du bruit aléatoire. Si elles sont vraies, alors il n'y a aucune raison de compliquer le modèle ;

- les hypothèses nulles scientifiques sont utilisées pour faire avancer les théories. Par exemple, si l'hypothèse « le moment angulaire de l'univers est nul » n'est pas vraie, alors la théorie de l'univers primitif peut nécessiter une révision ;

- les hypothèses nulles d'homogénéité sont utilisées pour vérifier que de multiples expériences produisent des résultats cohérents. Par exemple, que l'effet d'un médicament sur les personnes âgées est cohérent avec celui de la population adulte générale. Si tel est le cas, cela renforce la conclusion générale d'efficacité et simplifie les recommandations d'utilisation ;
- les hypothèses nulles qui affirment l'égalité d'effets entre plusieurs traitements alternatifs. Par exemple, un médicament et un placebo sont utilisés pour réduire les allégations scientifiques basées sur le bruit statistique. C'est l'hypothèse nulle la plus populaire ; elle est si populaire que de nombreuses déclarations sur des tests significatifs dans ce contexte scientifique supposent de telles hypothèses nulles.

Le rejet de l'hypothèse nulle n'est pas nécessairement le véritable objectif d'un test de significativité. Un modèle statistique adéquat peut être associé à un échec du rejet de l'hypothèse nulle ; le modèle est alors ajusté jusqu'à ce que l'hypothèse nulle ne soit plus rejetée.

### Exemple
Si l'on veut tester l'égalité des tailles moyennes chez les femmes (groupe 1) et les hommes (groupe 2) :
{\displaystyle H_{0}:\mu _{1}=\mu _{2}}
où :
{\displaystyle H_{0}} = hypothèse nulle
{\displaystyle \mu _{1}} = moyenne population 1
{\displaystyle \mu _{2}} = moyenne population 2